# Proyecto MKNAOMI
El Proyecto MKNAOMI fue el criptónimo CIA de un proyecto conjunto del Departamento de Defensa/CIA de un programa de investigación que comenzó a finales de los años 1950 hasta la década de 1970.

## Nombre
Es un criptónimo CIA en que el dígrafo MK representa a proyecto de la Equipo de Servicios Técnicos de la CIA en los años 1950 y 1960.

## Desarrollo
La información desclasificada acerca del programa MKNAOMI y de la División de Operaciones Especiales. Se le reporta generalmente como sucesor de MKDELTA y está enfocado en proyectos biológicos que incluyen agentes de guerra biológica del arsenal de Fort Detrick específicamente, almacenar y usar elementos que podían incapacitar y aun matar a los sujetos sometidos al estudio y desarrollar dispositivos para la difusión de estos elementos.

### Áreas de investigación
Durante sus primeros veinte años desde que fue creada, la CIA se involucró en una serie de proyectos destinados a aumentar las capacidades de guerra biológica y química de los Estados Unidos. El proyecto MKNAOMI fue iniciado para proveer a la CIA soporte tecnológico para sus necesidades operacionales en el campo. El propósito era generar un robusto arsenal para la Technical Services Division (TSD) consistente en una panoplia de materiales incapacitantes, desacreditantes o inhabilitantes. Esto llevó a esta división a ser un sitio de circulación constantes de graves peligros biológicos.

### Programa conjunto
Vigilancia, pruebas, mejoras y evaluación de materiales especiales, también fueron provistos por MKNAOMI para asegurarse que no habría defectos o contingencias no deseadas que surgieran en condiciones operacionales. Para estos propósitos el Comando de Operaciones especiales de los Estados Unidos (SOC) fue designado para que ayudara a la CIA en procedimientos de desarrollo, pruebas y almacenamiento para sistemas biológicos y de entrega de los mismos (1952). Ambos, la CIA y el SOC también modificaron armas para disparar dardos con distintos agentes biológicos, agentes venenosos y sicotrópicos además de píldoras venenosas. Los dardos servirían para incapacitar a los perros de guardia, infiltrar el área que los perros estaban vigilando, y penetrar las distintas estructuras. Además, el SOC también fue designado para investigar el uso de distintos productos químicos y sustancias biológicas para ser usado contra animales y cultivos.

## Comité Church
Un memorándum de 1967 de la CIA descubierto por el Comité Church fue confirmado de poseer al menos tres técnicas para atacar y envenenar cultivos examinados bajo condiciones de campo. El 25 de noviembre de 1969, el Presidente de los Estados Unidos Richard Nixon abolió cualquier práctica militar que involucrara agentes biológicos y el Proyecto MKNAOMI fue disuelto. El 14 de febrero de 1970, una orden presidencial deja fuera de la ley los acúmulos de armas químicas y biológicas, las que incluyen las toxinas no vivientes. Sin embargo, a pesar de esta orden presidencial, un científico de la CIA pudo adquirir un estimado de 11 gramos de toxinas de mariscos altamente mortales de personal SOC del arsenal de Fort Detrick. La toxina estuvo almacenada en un depósito CIA donde fue detectada 5 años después.

## Teoría de conspiración
Las teorías de conspiración acerca del MK NAOMI no se han hecho esperar , tomaron relevancia hace algunos años por el capítulo de la serie The X files por el capítulo llamado "The Monsters Are Here" en el cual se nos relata la historia de un veterano de la Guerra de Vietnam el cual fue expuesto a un gas denominado MK NAOMI , en el cual tuvo alucinaciones con un monstruo con una cara calaverica , debido a esto , asesina a una aldea en la cual se refugiaba de los soldados Vietnamitas al estar controlado por dicho gas, debido a sus asesinatos y crímenes de guerra fue juzgado y llevado a una institución mental en la cual el gobierno siguió experimentando con el y con otros muchos veteranos debido a su alta exposición a ese gas, al final de este capítulo el hijo de este veterano nos dice una frase la cual es base de teorías conspirativas "Imagina a un gobierno el cual tiene el control de sus ciudadanos sin que se den cuenta , este gas se usa en las estelas de los aviones para que la población este controlada , se lo usa en las fumigaciones al cultivo"